# كارلوس بأول
كارلوس بأول (بالإنجليزية: Carlos Powell)‏ مواليد 29 أغسطس 1983 في فلورنس، هو لاعب كرة سلة أمريكي. بدأ مسيرته الاحترافية في سنة 2005. يلعب مع فريق جونجو كي سي سي إجيس في الدوري الكوري لكرة السلة. يحمل الرقم 15.

## المسيرة الاحترافية
لعب مع بنفيكا لكرة السلة في موسم 2005–2006، ثم لعب مع نيو زيلاند بريكرز في الدوري الأسترالي في موسم 2006–2007، ثم لعب مع لياونينغ فلاينج ليباردز في الدوري الصيني في موسم 2010–2011.

## روابط خارجية
- كارلوس بأول على موقع كرة السلة الأوروبية.كوم (الإنجليزية)
- كارلوس بأول على موقع كلية كرة السلة في سبورتس رفرنس.كوم (الإنجليزية)
- كارلوس بأول على موقع ريلجم (الإنجليزية)
- كارلوس بأول على موقع بروبوليرز (الإنجليزية)
- كارلوس بأول على موقع سبورتس رفرنس (الإنجليزية)